# Бродленд
Бродленд (англ. Broadland) — неметрополитенский район (англ. Non-metropolitan district) в графстве Норфолк (Англия). Административный центр — город Торп-Сейнт-Эндрю.

## География
Район расположен в центральной части графства Норфолк.

## Состав
В состав района входит 3 города: 
- Рипхем
- Торп-Сейнт-Эндрю
- Эйлшем

и 62 общины (англ. Civil parish).